# Condado de DeSoto (Flórida)
O condado de DeSoto (em inglês:  DeSoto County) é um dos 67 condados do estado norte-americano da Flórida. A sede e cidade mais populosa do condado é Arcadia. Foi fundado em 19 de maio de 1887 e recebeu o seu nome em homenagem a Hernando de Soto (c.1496/1497–1542), explorador e navegador espanhol, o primeiro europeu a penetrar profundamente no território que hoje é dos Estados Unidos, e o primeiro a atravessar o rio Mississippi.

## Geografia
De acordo com o United States Census Bureau, o condado possui uma área de 1 656 km², dos quais 1 650 km² estão cobertos por terra e 6 km² por água.

## Demografia
Segundo o censo nacional de 2010, o condado possui uma população de 34 862 habitantes e uma densidade populacional de 21 hab/km². Possui 14 590 residências, que resulta em uma densidade de 9 residências/km².